# 尼古拉·戈洛瓦诺夫
尼古拉·谢苗诺维奇·戈洛瓦诺夫（俄語：Николай Семёнович Голованов，1891年1月21日—1953年8月28日）是苏联指挥家，苏联人民艺术家。

## 生平
1891年1月21日（儒略历1月9日）出生于莫斯科。1914年毕业于莫斯科音樂學院作曲系，师从伊波利托夫－伊万诺夫和瓦西连科。1915年作为交响乐指挥，首次登上大剧院音乐会舞台。1919年起任指挥，1948年至1953年任首席指挥。1937年至1953年兼任苏联广播电台大交响乐团音乐总监和首席指挥。1953年8月28日在莫斯科逝世。
他著名指挥作品包括：《鲍里斯·戈杜诺夫》、《萨特阔》和《霍万兴那》，分别于1949年、1950年和1951年获斯大林奖。
夫人是安东尼娜·瓦西里耶芙娜·涅日丹诺娃，著名歌唱家，1936年获苏联人民艺术家称号。

## 荣誉
- 俄罗斯苏维埃联邦社会主义共和国功勋艺术家
- 俄罗斯苏维埃联邦社会主义共和国人民艺术家（1943年）
- 苏联人民艺术家（1948年）
- 斯大林奖一等奖（四次：1946年，1949年，1950年，1951年）
- 列宁勋章（1995年5月27日）
- 劳动红旗勋章（1937年6月2日）
- 保卫莫斯科奖章（1949年）
- 1941-1945年伟大卫国战争中忘我劳动奖章[2]